# Lillgöl (Tryserums socken, Småland)
Lillgöl är en sjö i Valdemarsviks kommun i Småland och ingår i Vindåns huvudavrinningsområde.